# Laxmi Narayan Tripathi
Laxmi Narayan Tripathi (Thana, Maharashtra, 13 de desembre de 1978) és una activista transgènere/Hijra, actriu de Bollywood, ballarina de Bharatanatyam, coreògrafa i oradora motivacional a Mumbai, Índia. Ella és també Acharya Mahamandaleshwar de kinnar akhada, títol honorífic atorgat pels monjos hindús als caps del monestir en la tradició advaita vedanta. Laxmi Tripathi fou la primera persona transgènere que va representar Àsia Pacífic a l'ONU l'any 2008. A l'assemblea, va parlar de la difícil situació de les minories sexuals. En l'última dècada Laxmi Triphati s'ha convertit en una estrella mediàtica, parlant arreu del món sobre la necessitat de no perdre mai l'autoestima, els drets humans de les dones i la condició de les persones transgènere. L'any 2017 se la va guardonar amb el premi índia de l'any.